# 冥犬龍屬
冥犬龍（意為「刻耳柏洛斯（希臘神話的地獄看門狗）的蜥蜴」）是一屬櫛龍亞科的鴨嘴龍科恐龍，化石是從俄羅斯阿穆爾州布拉戈維申斯克察尕沿組（Tsagayan Formation）（地質年代為約6600萬年前的晚白堊世馬斯垂克階）屍骨層挖出的含有頭骨的骨骼，並顯示與櫛龍及原櫛龍近緣。

## 歷史
1984年尤瑞·伯洛斯基（Yuri Bolotsky）及阿穆爾研究所的團隊在布拉戈維申斯克發現一個大型恐龍屍骨層，當中絕大部份都是阿穆爾龍的化石，另還有些龜、鱷魚、獸腳亞目、結節龍科，及一種新的櫛龍亞科，20年後，這個編號AENM 1/319的頭骨標本成立為新屬新種曼氏冥犬龍（Kerberosaurus manakini）。

## 描述
鑑定特徵有：窄額骨、腦殼形狀獨特、及鼻孔周圍骨頭與其外的骨頭有明顯分界。目前仍未對該頭骨碎片進行重建。估計身長8公尺。

## 分類
親緣分支分類法分析顯示冥犬龍與櫛龍及原櫛龍互為姊妹群。

## 古地理學
伯洛斯基和古德弗里（2004）討論了冥犬龍的地理意義，其為晚白堊世東亞和北美的陸塊連接與動物群交流提供進一步證據，另外兩個近親原櫛龍及至少一個櫛龍物種都只在北美洲發現。推測可能在坎潘階早期的亞洲，櫛龍所處演化支從愛德蒙托龍演化支分離出來並西遷北美，途中發展成冥犬龍，最後另一部分物種重返亞洲變成窄吻櫛龍 。

## 古生物學
作為典型鴨嘴龍科，冥犬龍大型、植食性、可採雙足或四足方式行走，利用複雜齒系咀嚼植物。

## 延伸閱讀
- 鴨嘴龍類研究歷史（英语：Timeline of hadrosaur research）